# Ammalo fervidus
Ammalo fervidus är en fjärilsart som beskrevs av Walker 1855. Ammalo fervidus ingår i släktet Ammalo och familjen björnspinnare. Inga underarter finns listade i Catalogue of Life.